# Accalathura ochotensis
Accalathura ochotensis is een pissebed uit de familie Leptanthuridae. De wetenschappelijke naam van de soort is voor het eerst geldig gepubliceerd in 1976 door Nunomura.